# Тульчинський Семен Абрамович
Тульчинський Семен Абрамович (23 листопада 1914, Ладижинка — 1994, Харків) — український радянський архітектор та педагог.

## Біографія
Народився 23 листопада 1914 року в селі Ладижинці (нині — Уманський район Черкаської області, Україна). У 1939 році закінчив архітектурне відділення Харківського інженерно-будівельного інституту, де навчався у Олександра Молокіна. 
Працював у Харкові в інститутах «Промбудпроєкт», «Укрміськбудпроєкт». Член ВКП(б) з 1942 року. Нагороджений медаллю «За доблесну працю у Великій Вітчизняній війні 1941—1945 рр.». З 1945 року викладав у Харківському будівельному технікумі. Помер у Харкові у 1994 році.

## Архітектурна діяльність
Автор споруд і проєктів:
- житлових будинків у Керчі (1952—1954);
- житлових будинків (1950—1960) та готелю «Центрального» (1962) у Дніпрі;
- стадіону «Динамо» у Харкові (1960—1965);
- готелю «Інтурист» (1971) та житлових будинків на Фестивальній площі (1968—1971, співавтор Ніна Ковтун) у Запоріжжі, забудови центральної частини Запоріжжя  (1968—1971, співавтор Ніна Ковтун).

Автор наукових праць і статей з архітектури і будівництва.